# Euripus meridionalis
Euripus meridionalis är en fjärilsart som beskrevs av Wood-mason 1881. Euripus meridionalis ingår i släktet Euripus och familjen praktfjärilar. Inga underarter finns listade i Catalogue of Life.